# Середа Микола Миколайович (співак)

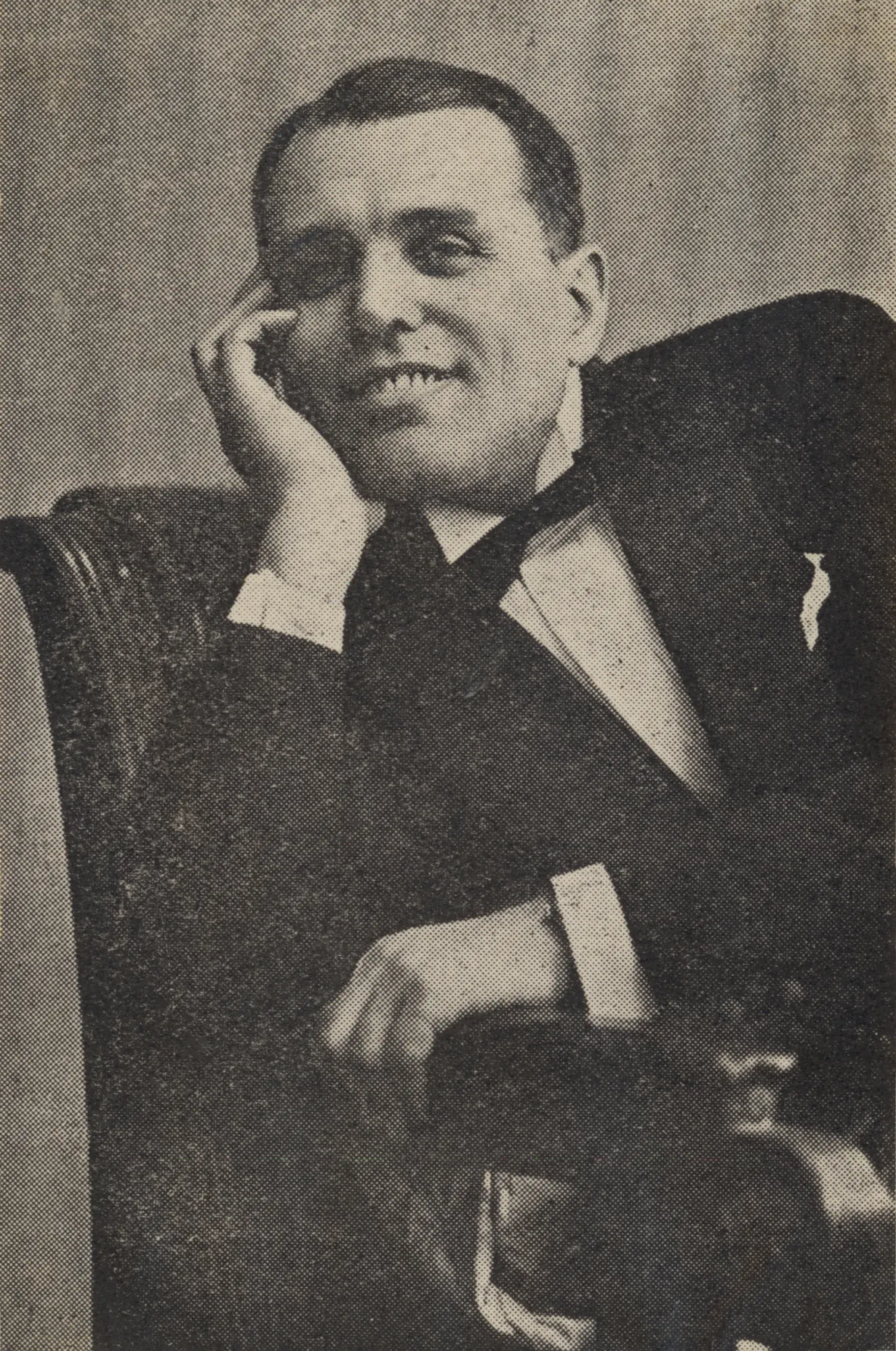

Микола Миколайович Середа (* 4 (16) травня 1890-1948), оперовий співак, ліричний тенор, родом з с. Старі Санжари на Полтавщині.

## З життєпису
Закінчив Моск. Консерваторію; соліст Харківської (1926—1933) (залишив сцену цього театру, адже від нього вимагали, аби він виконав партію Германа з "Винової кралі" Чайковського, яка була недосяжна його ліричному тенору), Свердловської (1933—1935) і Ленінградської (1935—1948) опер. Основні партії: Андрій («Тарас Бульба» М. Лисенка), Левко («Майська ніч» Римського-Корсакова), Ленський («Євгеній Онєґін» Чайковського), Альфред («Травіата» Верді), Лоенгрін (однойменна опера Ваґнера) та ін. 
Народний артист РСФСР.